# Schwarzstrich-Kräutereule

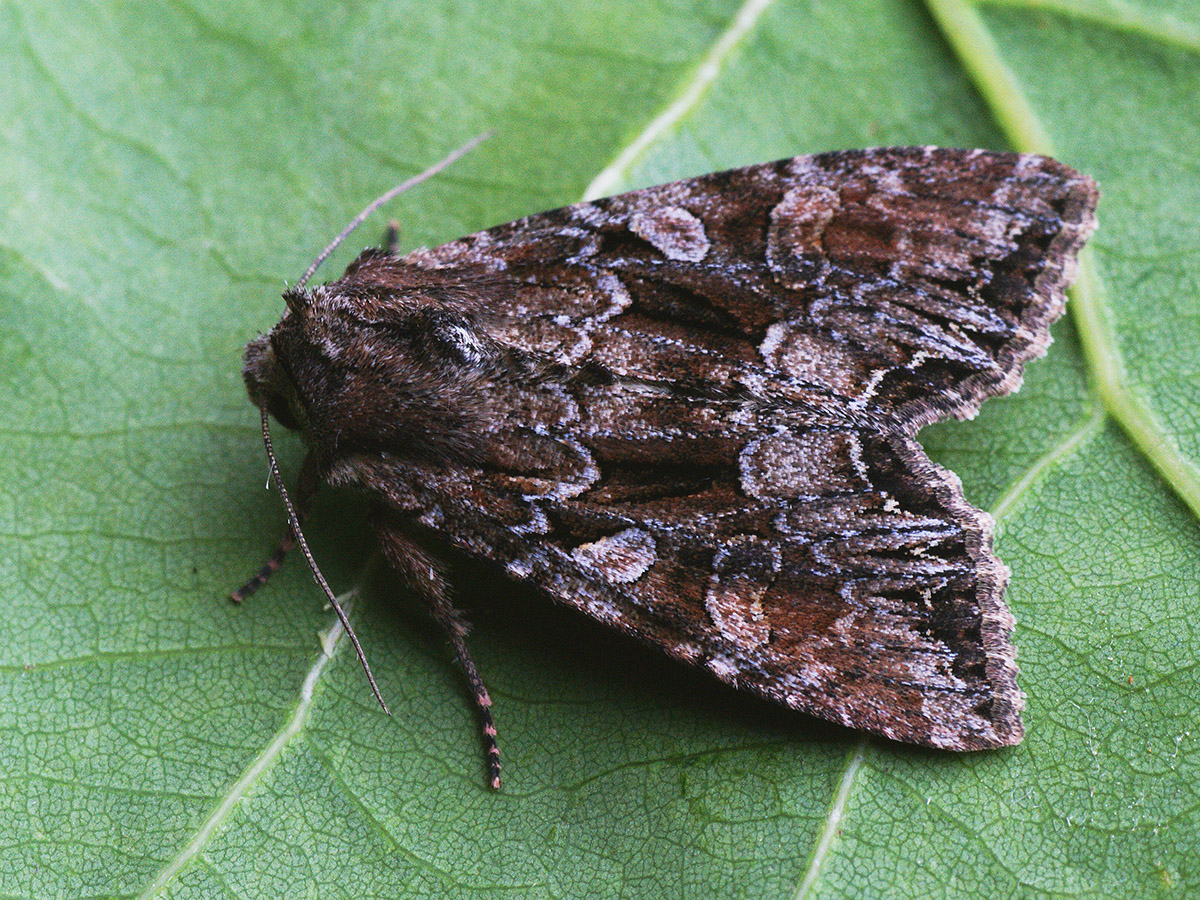
Violett braune Farbvariante

Die Schwarzstrich-Kräutereule (Lacanobia thalassina), zuweilen auch als Heidelbeerwald-Blättereule bezeichnet, ist ein Schmetterling (Nachtfalter) aus der Familie der Eulenfalter (Noctuidae).

## Merkmale

### Falter
Die Flügelspannweite der Falter beträgt 32 bis 38 Millimeter. Die Falter sind bezüglich der Farbgebung und Zeichnung sehr variabel. So reicht die Färbung der Vorderflügeloberseite von Ocker über Grau, Rotbraun und Violett-Braun bis hin zu Schwarzbraun. Nieren-, Ring- und Zapfenmakel sind groß und in der Regel hellbraun bis hellgrau gefüllt. Eine schwarze Wurzelstrieme ist deutlich erkennbar. Die Diskoidalregion ist zwischen Zelle und Innenrand stark verdunkelt. Das große W-Zeichen der Wellenlinie endet kurz vor den Fransen. Die Hinterflügeloberseite ist zeichnungslos graubraun gefärbt. Die dunklen Adern treten etwas hervor. Auf der Hinterflügelunterseite befindet sich ein dunkler Diskoidalfleck.

### Präimaginalstadien
Das kugelige Ei ist an der Basis stark abgeflacht und mit kräftigen, leicht gewellten Rippen überzogen. Es hat eine rosa bis graugelbe Farbe.
Die Färbung der ausgewachsenen Raupen variiert von grünlich oder gelblich bis zu hellgrau. Sie besitzen ein dunkelbraunes bis rotbraunes Winkelmuster an den Seiten. Die dunkle Rückenlinie ist zuweilen in Flecke aufgelöst. Der Seitenstreifen ist hell graubraun. Die Stigmen sind weiß und schwarz umrandet.
Die rotbraune Puppe hat einen kegelförmigen, ausgehöhlten Kremaster, der mit sehr kurzen seitlichen sowie zwei langen Enddornen versehen ist.

### Ähnliche Arten
Bei der Veränderlichen Kräutereule (Lacanobia suasa) sowie der Graufeld-Kräutereule (Lacanobia w-latinum) reicht das W-Zeichen der Wellenlinie jeweils bis zu den Fransen.

## Verbreitung und Lebensraum
Die Art ist in Europa weit verbreitet und kommt auch auf den Britischen Inseln vor. Richtung Osten reicht das Vorkommen bis zum Altai, Richtung Süden bis zum Schwarzen Meer. Im Gebirge steigt sie bis auf eine Höhe von etwa 1600 Metern. Die Schwarzstrich-Kräutereule kommt in sehr unterschiedlichen Lebensräumen vor und ist sowohl in Wald-, Wiesen-, Heide- und Moorgebieten zu finden als auch in städtischen Gärten und Parkanlagen.

## Lebensweise
Die nachtaktiven Falter bilden zwei Generationen im Jahr, die in erster Linie von Ende April bis Anfang Juli sowie vereinzelt von Ende Juli bis Mitte Oktober anzutreffen sind. Sie saugen zuweilen an den Blüten von Schmetterlingsflieder (Buddleja davidii), erscheinen an künstlichen Lichtquellen und auch gerne an Ködern. Die Raupen ernähren sich polyphag von den Blättern einer Vielzahl verschiedener niedriger Pflanzen, Stauden, Sträuchern oder junger Gehölze, beispielsweise von Heidelbeeren (Vaccinium myrtillus), Brombeeren (Rubus), Besenginster (Cytisus scoparius) sowie von Birken- (Betula) und Eichenarten (Quercus). Die Art überwintert als Puppe.

## Gefährdung
Die Schwarzstrich-Kräutereule ist in Deutschland weit verbreitet und gebietsweise zahlreich anzutreffen, so dass sie als nicht gefährdet gilt.